# Социал-демократическая партия (Сербия)
Социал-демократическая партия (серб. Социјалдемократска странка) — сербская политическая партия социал-демократического толка, основанная в 2014 году экс-президентом Сербии (2004—2012) Борисом Тадичем. До октября 2014 года партия называлась Новая демократическая партия (серб. Нова демократска странка), так как создавалась бывшими членами Демократической партии.

## История
В конце 2012 года после неудачных для Демократической партии парламентских и президентских выборов, в которых она участвовала в составе избирательного блока «Выбор за лучшую жизнь», внутри партии поменялась расстановка сил, и новым лидером был избран Драган Джилас, мэр Белграда, а Тадича назначили почётным президентом. Накануне новых парламентских выборов Борис Тадич попытался вернуть себе власть и, потерпев неудачу, вместе с шестью действующими депутатами Народной скупщины покинул Демократическую партию и занялся формированием новой.
К выборам партия подготовилась, собрав вокруг себя старых друзей по прошлым коалициям Тадича («За европейскую Сербию» и «Выбор за лучшую жизнь»), таких как «Зелёные Сербии» и «Лига социал-демократов Воеводины». Вместе с тем в общий список были привлечены зелёная «Вместе за Сербию», региональная «Вместе за Воеводину» и партии этнических меньшинств цыганская и «Демократический союз венгров Воеводины». После подведения итогов голосования это объединение набрало 5,70 %, тем самым заняв четвёртое место и проведя 18 депутатов в парламент. Участвуя в выборах, Новая демократическая партия официально зарегистрирована не была, а в процессе регистрации стала именовать себя Социал-демократической и первая в Сербии провела избрание своего лидера на прямых внутрипартийных выборах.
В 2016 году на новые парламентских выборах партия шла вместе с Либерально-демократической партией и «Лигой социал-демократов Воеводины», на которых набрала 5,02 %, заняла седьмое место и помогла избраться 13 депутатам, а в 2017 году на президентских выборах поддержала Вука Еремича.
В начале февраля 2019 года большинство парламентских и непарламентских оппозиционных партий подписали т. н. «Соглашение с народом», в котором они обязались бойкотировать все выборы на условиях прежнего законодательства, в стране проходили массовые протестные акции, в связи с чем в последующих после них парламентских выборах партия не участвовала.
В январе 2022 года «Демократы Сербии», отколовшиеся от Демократической партии, вошли в Социал-демократическую партию.
Ради участия на всеобщих выборах в 2022 году Социал-демократическая партия объединила свои усилия с социал-либеральной Новой партией, некоторыми представителями протестного движения «1 из 5 миллионов», различными зелёными, боснийскими и черногорскими партиями, назвав свою коалицию «Борис Тадич — Давай, народ», с которой набрала 1,72 %, не пройдя в Народную скупщину.

## Программа
Согласно программе партии, её принципами, на основании которых она действует, являются свобода, равенство, справедливость и солидарность.
Экономическая составляющая программы призывает к созданию благоприятной атмосферы для иностранных инвесторов, формированию прогрессивного налогообложения, сокращению безработицы и соответствующей реформе образования. Также партия выступает за обязательное медицинское страхование, развитие электронного правительства, децентрализацию и политические реформы, свободу СМИ и большее финансирование культуры, защиту прав меньшинств, ускорение евроинтеграции, близкое сотрудничество с НАТО, развитие автономии в Северном Косове, подконтрольном Сербии, и поддержку сербов в Косове.